# Lincoln Kennedy
Tamerlane Lincoln Kennedy Jr. (York, 12 febbraio 1971) è un ex giocatore di football americano statunitense che ha giocato nel ruolo di offensive tackle nella National Football League (NFL).

## Biografia
Dopo avere giocato a football al college a Washington, Kennedy fu scelto come nono assoluto nel Draft NFL 1993 dagli Atlanta Falcons.Partì come guardia sinistra titolare nella sua prima stagione, ma perse il posto l'anno successivo in favore di un altro giocatore al primo anno, Dave Richards da UCLA. Dopo una deludente stagione 1995, Kennedy fu scambiato con gli Oakland Raiders, dove partì come tackle destro titolare in tutte le gare disputate in sette anni in California, eccetto tre. Con essi fu convocato per tre Pro Bowl e consecutivi e fu l'ancora della linea offensiva della squadra raggiunse il Super Bowl XXXVII, perso contro i Tampa Bay Buccaneers. Lasciò i Raiders dopo la stagione 2003 e disputò un'ultima annata nel 2007 con i Tampa Bay Storm della Arena Football League.

## Palmarès

### Franchigia
- American Football Conference Championship: 1

Oakland Raiders: 2002

### Individuale
- Convocazioni al Pro Bowl: 3

2000, 2001, 2002
- All-Pro: 2

2001, 2002
- PFWA All-Rookie Team - 1993

## Statistiche
| Partite             | 169 |
| Partite da titolare | 142 |